# ویرولا
ویرلا (نام علمی: Virola) نام یک سرده از فرمانرو گیاه است.

## نگارخانه

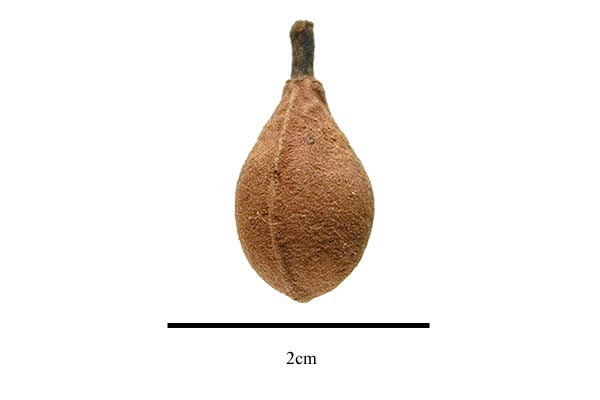
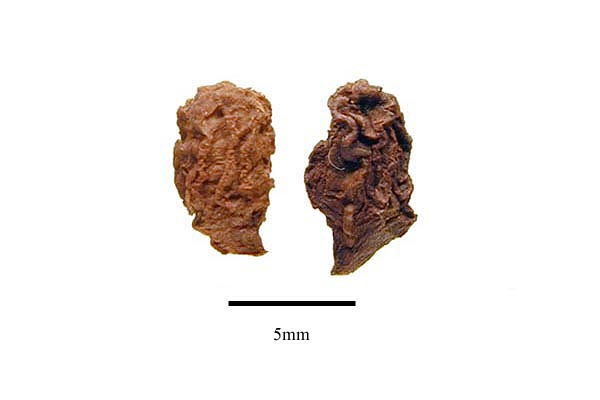
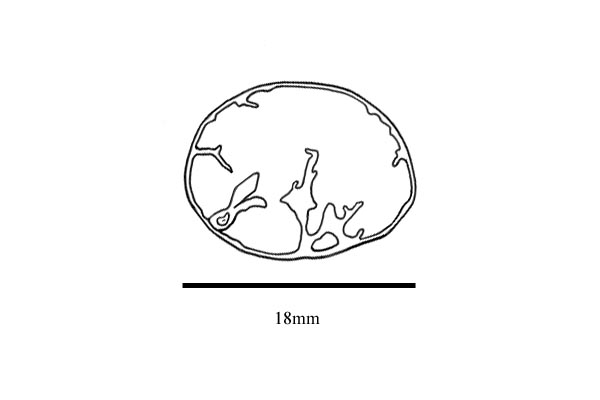